# Prietenii cățeluși
Prietenii cățeluși este un desen animat american pentru copii, creat de Harland Williams. Seria a debutat la Disney Junior si Disney Channel în Statele Unite pe 14 aprilie 2017. În România, a fost difuzat începând cu 9 octombrie 2017.

## Poveste
Prietenii cățeluși este despre frații Bingo și Rolly, doi căței pug care se distrează în cartierul lor, atunci când proprietarul lor, Bob, pleacă de acasă. Ei au și o soră, care este pisică, numită Hissy și un câine robot pe nume ARF.

## Personaje

### Personaje principale
- Bingo este un pug negru de 8 ani cu un guler albastru. El este liderul dintre cei doi, fiind și fratele mai mare al lui Rolly.
- Rolly este un pug maro-deschis de 7 ani, cu un guler de culoare roșie. El nu este la fel de inteligent ca Bingo, fiind foarte naiv. El este de asemenea și fratele mai mic al lui Bingo. În al 8-lea episod, el începe un obicei prost de a mesteca tot ce este în jurul său.
- Bob este stăpânul lui Bingo, Rolly, Pisi, și H.A.M. El este un inventator.
- Pisi este sora lui Bingo și Rolly. Ea este o pisică de culoare violetă, care are 10 ani. În unele episoade, ea alege să meargă împreună cu Bingo și Rolly în misiunile lor.
- H. A. M. (cunoscut sub numele de Hazliul Auto Cainele Mecanic) este un Robo-Caine inventat de Bob. El apare pentru prima dată în episodul "H. A. M.".

### Personaje secundare
- Brioșă este un cațeluș roz căruia nu îi place de Bingo și Rolly. Ea este principalul antagonist al seriei.
- Rufus este un bulldog cu un guler negru, care este mereu cu Brioșă și nu vorbește.
- Baseball Crainic
- Căpitanul Câine este vedeta pug a unui show tv.
- Frank este un om care este, de obicei văzut în vacanță cu soția sa în timpul misiunilor lui Bingo și Rolly.
- Esther este soția lui Frank. În episodul al 7-lea, ea are o iguană pe nume Iggy.
- Daisy este un fel de Ciobănesc german.
- Maidanezul este câinele maidanez.
- Ariciul
- Bățul de cursă lungă este o jucărie stick și una dintre invențiile lui Bob, și care nu este apreciată de Bingo și Rolly. Spune mereu "Jucați-vă cu mine!"
- Johnathan  este prietenul pescăruș al lui Bingo și Rolly.
- Cagey este prietenul hamster al lui Bingo și Rolly care locuiește într-o cușcă de la un magazin pentru animale de companie.
- Gogoașă este un câine regal.
- Whaley este o balenă care îi ajută pe Bingo și Rolly.
- Nelly este o pasăre cântătoare care apare în episodul al 11-lea.
- Fulg de nea este un pisoi care devine prieten cu Hissy.
- Miss Mudge este proprietarul lui Fulg de nea
- Caine de paza este un doberman care este prieten cu Bulworth.
- Chloe este o fetiță care este vecină cu Bob.
- Mama lui Bob este o doamnă în vârstă care apare în al 4-lea și al 9-lea.
- Bizzy Castorul este un castor care locuiește în pădure.
- Strider Ciobănescul este un câine ciobănesc care apare în episoadele 12 și 14.
- Shockero
- Bark Knight este asociat cu Câinele Cavaler.
- Titus este un leopard care are jucăriile lui Hissy.
- Harriet este un elefant inteligent.
- Barry este o girafă care îi plimbă pe Bingo, Rolly, și Hissy pe capul său.
- Quinty McSquinty
- Ol' Snapper este o broască țestoasă confundată cu un monstru.
- Baby

## Episoade
| Sezon | Sezon | Episoade (părți) | Premiera originală | Premiera originală | Premiera în România | Premiera în România |
| Sezon | Sezon | Episoade (părți) | Început            | Final              | Început             | Final               |
| ----- | ----- | ---------------- | ------------------ | ------------------ | ------------------- | ------------------- |
|       | 1     | 25 (50)          | 14 aprilie 2017    | 27 iulie 2018      | 09 octombrie 2017   | 21 noiembrie 2018   |
|       | 2     | 30 (60)          | 12 octombrie 2018  | 14 octombrie 2019  | 11 martie 2019      | 25 septembrie 2019  |
|       | 3     | 25 (50)          | 8 noiembrie 2019   | 15 octombrie 2020  | 8 februarie 2021    | TBA                 |
|       | 4     | 16 (32)          | 23 octombrie 2020  | 19 noiembrie 2021  | TBA                 | TBA                 |

### Listă Episoade
| Episod    | Premiera originală | Premiera în România | Titlu român                             |
| Sezonul 1 | Sezonul 1          | Sezonul 1           | Sezonul 1                               |
| --------- | ------------------ | ------------------- | --------------------------------------- |
| 1         | 14 aprilie 2017    | 09 octombrie 2017   | Nisipul din Hawaii                      |
| 1         | 14 aprilie 2017    | 09 octombrie 2017   | H.A.M.                                  |
| 2         | 14 aprilie 2017    | 10 octombrie 2017   | În căutarea pâinii franțuzești          |
| 2         | 14 aprilie 2017    | 10 octombrie 2017   | Mingea de baseball specială             |
| 3         | 21 aprilie 2017    | 11 octombrie 2017   | Bățul de cursă lungă                    |
| 3         | 21 aprilie 2017    | 11 octombrie 2017   | Oala de aur                             |
| 4         | 21 aprilie 2017    | 12 octombrie 2017   | Piramidele dispărute                    |
| 4         | 21 aprilie 2017    | 12 octombrie 2017   | Livrare specială                        |
| 5         | 28 aprilie 2017    | 13 octombrie 2017   | Creează un câine                        |
| 5         | 28 aprilie 2017    | 13 octombrie 2017   | Cățelușii înghețați                     |
| 6         | 05 mai 2017        | 16 octombrie 2017   | Balena liberă                           |
| 6         | 05 mai 2017        | 16 octombrie 2017   | Pune cap la cap                         |
| 7         | 12 mai 2017        | 17 octombrie 2017   | Marea zi a lui Pisi                     |
| 7         | 12 mai 2017        | 17 octombrie 2017   | Hai, H.A.M. Hai!                        |
| 8         | 19 mai 2017        | 18 octombrie 2017   | Porci și pugi                           |
| 8         | 19 mai 2017        | 18 octombrie 2017   | Bob o iubește pe Mona                   |
| 9         | 16 iunie 2017      | 19 octombrie 2017   | Parada Pugilor                          |
| 9         | 16 iunie 2017      | 19 octombrie 2017   | La palatul reginei                      |
| 10        | 23 iunie 2017      | 20 octombrie 2017   | Scufundări                              |
| 10        | 23 iunie 2017      | 20 octombrie 2017   | Îl plimbăm pe Bob                       |
| 11        | 07 iulie 2017      | 12 februarie 2018   | Pisica lui Pisi                         |
| 11        | 07 iulie 2017      | 12 februarie 2018   | Polly vrea un Pug                       |
| 12        | 14 iulie 2017      | 13 februarie 2018   | Contează pe castori                     |
| 12        | 14 iulie 2017      | 13 februarie 2018   | Numărând oi                             |
| 13        | 28 iulie 2017      | 14 februarie 2018   | Căpitanul Rolly                         |
| 13        | 28 iulie 2017      | 14 februarie 2018   | Cei mai răcoriți câini din oraș         |
| 14        | 11 august 2017     | 15 februarie 2018   | Cățelușii uimitori                      |
| 14        | 11 august 2017     | 15 februarie 2018   | Rapsodia unui pug                       |
| 15        | 25 august 2017     | 16 februarie 2018   | Legenda fălcosului                      |
| 15        | 25 august 2017     | 16 februarie 2018   | Cățelușii îngrijitori                   |
| 16        | 22 septembrie 2017 | 19 februarie 2018   | Pa Pa, Fluturaș                         |
| 16        | 22 septembrie 2017 | 19 februarie 2018   | Un Loc La Teatru                        |
| 17        | 01 octombrie 2017  | 20 februarie 2018   | Întoarcerea în lanul de dovleci         |
| 17        | 01 octombrie 2017  | 20 februarie 2018   | Halloween fericit!                      |
| 18        | 13 octombrie 2017  | 21 februarie 2018   | Întâlniri Apropiate Unui Pug Fel        |
| 18        | 13 octombrie 2017  | 21 februarie 2018   | Misterele Istoriei                      |
| 19        | 10 noiembrie 2017  | 02 noiembrie 2018   | Dragul Artă Pentru Câinelui             |
| 19        | 10 noiembrie 2017  | 05 noiembrie 2018   | O Poveste De Iarnă                      |
| 20        | 01 decembrie 2017  | 20 noiembrie 2018   | Un Crăciun cu Cățeluși                  |
| 20        | 01 decembrie 2017  | 21 noiembrie 2018   | Latke Zăpăceală                         |
| 21        | 23 februarie 2018  | 06 noiembrie 2018   | Cățelușii Ologie                        |
| 21        | 23 februarie 2018  | 07 noiembrie 2018   | Veverițele Doar Să Se Distreze          |
| 22        | 09 martie 2018     | 08 noiembrie 2018   | Marea Evadare                           |
| 22        | 16 martie 2018     | 09 noiembrie 2018   | Norocul Câinelui                        |
| 23        | 23 martie 2018     | 12 noiembrie 2018   | Marea Salvare a Cămașei                 |
| 23        | 30 martie 2018     | 13 noiembrie 2018   | Ziua Câinelui Cu Bunica                 |
| 24        | 06 iulie 2018      | 14 noiembrie 2018   | Bumerangul lui bob                      |
| 24        | 13 iulie 2018      | 15 noiembrie 2018   | Prinde Pește                            |
| 25        | 20 iulie 2018      | 19 noiembrie 2018   | Cățelușii Dansatori                     |
| 25        | 27 iulie 2018      | 16 noiembrie 2018   | La Mulți Ani Bingo și Rolly             |
| Sezonul 2 |                    |                     |                                         |
| 26        | 12 octombrie 2018  | 11 martie 2019      | Noul cățel din oraș                     |
| 26        | 12 octombrie 2018  | 12 martie 2019      | Ultimul câine-corn                      |
| 27        | 19 octombrie 2018  | 13 martie 2019      | Keia are o cușcă nouă                   |
| 27        | 19 octombrie 2018  | 14 martie 2019      | Zâna Colți                              |
| 28        | 26 octombrie 2018  | 15 martie 2019      | Tărâmul cățelușilor                     |
| 28        | 26 octombrie 2018  | 18 martie 2019      | H.A.M.,H.A.M.,H.A.M.-choo!              |
| 29        | 02 noiembrie 2018  | 19 martie 2019      | Un H.A.M. mic pentru lumea cățelușilor  |
| 29        | 02 noiembrie 2018  | 20 martie 2019      | Mingea săltăreață pierdută              |
| 30        | 09 noiembrie 2018  | 21 martie 2019      | Sunetul Yodele                          |
| 30        | 09 noiembrie 2018  | 22 martie 2019      | Aniversarea lui Bob                     |
| 31        | 16 noiembrie 2018  | 01 iulie 2019       | Operațiunea: Cina                       |
| 31        | 16 noiembrie 2018  | 02 iulie 2019       | O omidă dispărută                       |
| 32        | 30 noiembrie 2018  | 12 decembrie 2019   | Moșul Bob                               |
| 32        | 30 noiembrie 2018  | 12 decembrie 2019   | Un Om De Zăpadă Pentru Serviciul Secret |
| 33        | 18 ianuarie 2019   | 05 iulie 2019       | Caravana cu mâncare                     |
| 33        | 18 ianuarie 2019   | 08 iulie 2019       | Insula cățelușilor                      |
| 34        | 25 ianuarie 2019   | 09 iulie 2019       | Vărul Cody                              |
| 34        | 25 ianuarie 2019   | 10 iulie 2019       | Jucăria pierdută a lui Hissy            |
| 35        | 01 februarie 2019  | 07 octombrie 2019   |                                         |
| 35        | 01 februarie 2019  | 08 octombrie 2019   |                                         |
| 36        | 08 februarie 2019  | 11 iulie 2019       | Osul dispărut                           |
| 36        | 08 februarie 2019  | 12 iulie 2019       | Șoseta pierdută                         |
| 37        | 15 februarie 2019  | 03 iulie 2019       |                                         |
| 37        | 15 februarie 2019  | 04 iulie 2019       |                                         |
| 38        | 22 februarie 2019  | 09 octombrie 2019   |                                         |
| 38        | 22 februarie 2019  | 10 octombrie 2019   |                                         |
| 39        | 22 martie 2019     | 11 octombrie 2019   |                                         |
| 39        | 22 martie 2019     | 14 octombrie 2019   |                                         |
| 40        | 29 martie 2019     | 15 octombrie 2019   |                                         |
| 40        | 29 martie 2019     | 16 octombrie 2019   |                                         |
| 41        | 05 aprilie 2019    | 07 ianuarie 2020    |                                         |
| 41        | 05 aprilie 2019    | 07 ianuarie 2020    |                                         |
| 42        | 12 aprilie 2019    | 17 octombrie 2019   |                                         |
| 42        | 12 aprilie 2019    | 18 octombrie 2019   |                                         |
| 43        | 19 aprilie 2019    | 08 ianuarie 2020    |                                         |
| 43        | 19 aprilie 2019    | 08 ianuarie 2020    |                                         |
| 44        | 17 mai 2019        | 09 ianuarie 2020    |                                         |
| 44        | 17 mai 2019        | 10 ianuarie 2020    |                                         |
| 45        | 14 iunie 2019      | 13 iuniarie 2020    |                                         |
| 45        | 14 iunie 2019      | 14 ianuarie 2020    |                                         |
| 46        | 21 iunie 2019      | 23 ianuarie 2020    |                                         |
| 46        | 21 iunie 2019      | 24 ianuarie 2020    |                                         |
| 47        | 05 iulie 2020      | 06 ianuarie 2020    |                                         |
| 47        | 05 iulie 2020      | 06 ianuarie 2020    |                                         |
| 48        | 12 iulie 2019      | 17 ianuarie 2020    |                                         |
| 48        | 12 iulie 2019      | 20 ianuarie 2020    |                                         |
| 49        | 26 iulie 2019      | 21 ianuarie 2020    |                                         |
| 49        | 26 iulie 2019      | 22 ianuarie 2020    |                                         |
| 50        | 02 august 2019     | 15 ianuarie 2020    |                                         |
| 50        | 02 august 2019     | 16 ianuarie 2020    |                                         |
| 51        | 23 august 2019     | 14 septembrie 2020  |                                         |
| 51        | 23 august 2019     | 15 septembrie 2020  |                                         |
| 52        | 06 septembrie 2019 | 16 septembrie 2020  |                                         |
| 52        | 06 septembrie 2019 | 17 septembrie 2020  |                                         |
| 53        | 13 septembrie 2019 | 18 septembrie 2020  |                                         |
| 53        | 13 septembrie 2019 | 21 septembrie 2020  |                                         |
| 54        | 27 septembrie 2019 | 22 septembrie 2020  |                                         |
| 54        | 27 septembrie 2019 | 23 septembrie 2020  |                                         |
| 55        | 14 octombrie 2019  | 24 septembrie 2020  |                                         |
| 55        | 14 octombrie 2019  | 25 septembrie 2020  |                                         |
| Sezonul 3 |                    |                     |                                         |
| 56        | 08 noiembrie 2019  | 08 februarie 2021   |                                         |
| 56        | 08 noiembrie 2019  | 08 februarie 2021   |                                         |
| 57        | 15 noiembrie 2019  | 09 februarie 2021   |                                         |
| 57        | 15 noiembrie 2019  | 09 februarie 2021   |                                         |
| 58        | 22 noiembrie 2019  | 10 februarie 2021   |                                         |
| 58        | 22 noiembrie 2019  | 10 februarie 2021   |                                         |
| 59        | 06 decembrie 2019  |                     |                                         |
| 59        | 06 decembrie 2019  |                     |                                         |
| 60        | 03 ianuarie 2020   | 11 februarie 2021   |                                         |
| 60        | 03 ianuarie 2020   | 11 februarie 2021   |                                         |
| 61        | 31 ianuarie 2020   | 12 februarie 2021   |                                         |
| 61        | 31 ianuarie 2020   | 12 februarie 2021   |                                         |
| 62        | 07 februarie 2020  | 15 februarie 2021   |                                         |
| 62        | 07 februarie 2020  | 15 februarie 2021   |                                         |
| 63        | 21 februarie 2020  | 16 februarie 2021   |                                         |
| 63        | 21 februarie 2020  | 16 februarie 2021   |                                         |
| 64        | 06 martie 2020     | 17 februarie 2021   |                                         |
| 64        | 06 martie 2020     | 17 februarie 2021   |                                         |
| 65        | 20 martie 2020     | 18 februarie 2021   |                                         |
| 65        | 20 martie 2020     | 18 februarie 2021   |                                         |
| 66        | 03 aprilie 2020    | 19 februarie 2021   |                                         |
| 66        | 03 aprilie 2020    | 19 februarie 2021   |                                         |
| 67        | 01 mai 2020        |                     |                                         |
| 67        | 01 mai 2020        |                     |                                         |
| 68        | 15 mai 2020        |                     |                                         |
| 68        | 15 mai 2020        |                     |                                         |
| 69        | 29 mai 2020        |                     |                                         |
| 69        | 29 mai 2020        |                     |                                         |
| 70        | 26 iunie 2020      |                     |                                         |
| 70        | 26 iunie 2020      |                     |                                         |
| 71        | 03 iulie 2020      |                     |                                         |
| 71        | 03 iulie 2020      |                     |                                         |
| 72        | 17 iulie 2020      |                     |                                         |
| 72        | 17 iulie 2020      |                     |                                         |
| 73        | 30 iunie 2020      |                     |                                         |
| 73        | 30 iunie 2020      |                     |                                         |
| 74        | 14 august 2020     |                     |                                         |
| 74        | 14 august 2020     |                     |                                         |
| 75        | 21 august 2020     |                     |                                         |
| 75        | 21 august 2020     |                     |                                         |
| 76        | 18 septembrie 2020 |                     |                                         |
| 76        | 18 septembrie 2020 |                     |                                         |
| 77        | 25 septembrie 2020 |                     |                                         |
| 77        | 25 septembrie 2020 |                     |                                         |
| 78        | 02 octombrie 2020  |                     |                                         |
| 78        | 02 octombrie 2020  |                     |                                         |
| 79        | 09 octombrie 2020  |                     |                                         |
| 79        | 09 octombrie 2020  |                     |                                         |
| 80        | 15 octombrie 2020  |                     |                                         |
| 80        | 15 octombrie 2020  |                     |                                         |
| Sezonul 4 |                    |                     |                                         |
| 81        | 23 octombrie 2020  |                     |                                         |
| 81        | 23 octombrie 2020  |                     |                                         |
| 82        | 13 noiembrie 2020  |                     |                                         |
| 82        | 13 noiembrie 2020  |                     |                                         |
| 83        | 04 decembrie 2020  |                     |                                         |
| 83        | 04 decembrie 2020  |                     |                                         |
| 84        | 15 ianuarie 2021   |                     |                                         |
| 84        | 15 ianuarie 2021   |                     |                                         |
| 85        | 29 ianuarie 2021   |                     |                                         |
| 85        | 29 ianuarie 2021   |                     |                                         |
| 86        | 26 februarie 2021  |                     |                                         |
| 86        | 26 februarie 2021  |                     |                                         |
| 87        | 19 martie 2021     |                     |                                         |
| 87        | 19 martie 2021     |                     |                                         |
| 88        | 09 aprilie 2021    |                     |                                         |
| 88        | 09 aprilie 2021    |                     |                                         |
| 89        | 14 mai 2021        |                     |                                         |
| 89        | 14 mai 2021        |                     |                                         |
| 90        | 11 iunie 2021      |                     |                                         |
| 90        | 11 iunie 2021      |                     |                                         |
| 91        | 23 iulie 2021      |                     |                                         |
| 91        | 23 iulie 2021      |                     |                                         |
| 92        | 06 august 2021     |                     |                                         |
| 92        | 06 august 2021     |                     |                                         |
| 93        | 10 septembrie 2021 |                     |                                         |
| 93        | 10 septembrie 2021 |                     |                                         |
| 94        | 01 octombrie 2021  |                     |                                         |
| 94        | 01 octombrie 2021  |                     |                                         |
| 95        | 05 noiembrie 2021  |                     |                                         |
| 95        | 05 noiembrie 2021  |                     |                                         |
| 96        | 19 noiembrie 2021  |                     |                                         |
| 96        | 19 noiembrie 2021  |                     |                                         |

## Premiere internaționale
| Țara           | Canal                                   | Data premierii    | Titlul                |
| -------------- | --------------------------------------- | ----------------- | --------------------- |
| SUA            | Disney Junior                           | 14 aprilie 2017   | Puppy Dog Pals        |
| Canada         | Disney Junior                           | 23 aprilie 2017   | Puppy Dog Pals        |
| America Latină | Disney Junior                           | 5 august 2017     | Puppy Dog Pals        |
| România        | Disney Junior România                   | 9 octombrie 2017  | Prietenii cățelușii   |
| Ungaria        | Disney Junior Ungaria                   | 9 octombrie 2017  | Kutyapajtik           |
| Polonia        | Disney Junior Polonia                   | 9 octombrie 2017  | Bingo i Rolly w akcji |
| Marea Britanie | Disney Junior Marea Britanie și Irlanda | 11 octombrie 2017 | Puppy Dog Pals        |
| Irlanda        | Disney Junior Marea Britanie și Irlanda | 11 octombrie 2017 | Puppy Dog Pals        |
| Spania         | Disney Junior Spania                    | 22 ianuarie 2018  | Bingo y Rolly         |
| Germania       | Disney Junior Germania                  | 22 ianuarie 2018  | Welpen Freunde        |
| Republica Cehă | Disney Junior Republica Cehă            | 29 ianuarie 2018  | Kámoši hafíci         |